# 竹渕慶
竹渕 慶（たけぶち けい、1991年7月11日 - ）は、日本の女性シンガーソングライター。Goose houseの元メンバー。

## 経歴
2010年
國本怜、千葉省吾、高藤颯、神林祥太と共にTetra+を結成。
ソニーミュージックとマクドナルドが主催したオーディション「Voice of McDonald's 2010」に参加し3位入賞した。それにより、同年6月に、ソニーのウォークマンPlayYou.Houseプロジェクトのために、d-iZe、神田莉緒香、関取花、齊藤ジョニー、K.K.（工藤秀平、木村正英）と共にシェアハウスに集められ、PlayYou.Houseとしての活動を開始。

2011年〜2017年　「Goose house時代」
2011年からは、Goose houseとして音楽活動を続けた。
自身のバンドTetra+が、2012年9月3日を以て無期限の活動休止となった。
2013年8月に、自身が作った曲「舞花マイフラワー」を収録した『舞花〜my flower〜』で初の自主制作アルバムをリリースしソロデビューを果たす。
2014年3月5日にSony Music Records Inc.によりミニアルバム『KEI's 8』をリリースし、メジャーデビューを果たした。また同月にGoose houseもメジャーデビューを果たしている。

2018年　「ソロとして再始動」
2018年11月26日に、これまで所属していたGoose houseを巣立ち、ソロ活動に専念することを発表し、オフィシャルウェブサイト、YouTubeチャンネルを開設した。
12月25日、ソロ始動後初のYouTube Liveを行い、プロデューサーのYAMOが初登場。

2019年〜2022年　「YAMOと2人三脚での活動」
2019年4月からは、ソロとしてのファーストツアー「Keynote」を東名阪で開催した。
7月にはソロとしての再始動シングル「In This Blanket」を配信リリース。
8月にはインドネシアとマレーシアで開催されたフェスに出演。
12月にはファーストツアー中に制作した楽曲「Torch」を配信リリース。同楽曲内では、自身が出演したフェスとツアー観客のストンプとコーラスが収録されている。
2020年3月に自身のYouTubeチャンネルで24時間配信を実施した。また同日に3rd配信シングルの「Love」をリリース。同楽曲は昨年夏に滞在したマレーシアで制作されている。
4月に、『ONE PIECE MUUUSIC COVER ALBUM』の参加クリエイターの1人に選ばれ「Dear friends」のカバーを担当することと同時にUUUMに加入することが正式発表された。
8月にEP「24 Hours」をリリース。表題曲は3月に行われた24時間生配信にて、視聴者と共作した楽曲となっている。
10月に4th配信シングル「あなたへ」、12月には5th配信シングル「クリスマスの話」をリリース。
2021年7月7日に、1stフルアルバム『Overtones』をリリースした。またその発売を記念して、2019年12月以来1年半ぶりとなるワンマンライブを開催。
2022年3月に、自身初となる Billboard Liveツアーを大阪、東京で開催した。
11月にはEP「1,000 TAKES」をリリース。収録曲にはGoose house時代に同じくメンバーであったマナミ、竹澤汀と、しらスタ、松浦航大、虹色侍のずまが参加している。
12月には自身初のクリスマスライブを開催。Goose house時代に同じくメンバーであった齊藤ジョニーがゲスト出演した。

2023年〜現在
2023年9月30日、所属事務所であるUUUM株式会社との専属契約が満了したことを発表した。
12月8日、一年ぶりとなるEP「Song for You」をリリース。
2024年3月4日、結婚したことを発表。
2025年4月30日、自身が影響を受けてきたJ-POPの楽曲（全13曲）のカバーを収録した初のカバーアルバム『この歌をあなたに』を発売。

## 人物
東京都で生まれたが父親の仕事の関係で幼稚園の頃は名古屋に住んでいた。その後、東京に戻り小学校3年生の途中まで過ごす。小学校3年生から6年生までアメリカ合衆国に居住していた帰国子女である。
アメリカ居住中にアメリカ同時多発テロ事件が発生し、自身が通う学校で事件後に「勇気」をテーマに曲を作ることになり、実際に自分で作詞作曲をし、コンテストに出したところ優勝を果たす。これが、竹渕の人生の中で初めて自分で作詞作曲をした曲であり、現在のシンガーソングライターとしてのルーツであると発言している。帰国後、慶應義塾湘南藤沢中等部・高等部に入学。中学時代に友人とバンドを組み、高校時代には軽音楽部に所属。いずれもボーカルを担当していた。当時憧れの先輩だった関取花の卒業記念に曲作りをすることになり、そのときに作った曲が「舞花〜my flower〜」である。慶應義塾大学法学部政治学科を2014年3月に卒業。
自身が影響を受けた歌手として、宇多田ヒカル、セリーヌ・ディオン、椎名林檎、東京事変を挙げている。中でも宇多田は幼少期に父親が買ってきたアルバムを聴いたことにより幼いながらも強い衝撃を受け、歌手を目指すきっかけとなった人物である。
ファンの総称は、OVERTONESである。

## ディスコグラフィ
現在、UUUM在籍時代にリリースした「あなたへ」から「1,000 TAKES」までの5作品は、ストリーミング・ダウンロード配信またはCDとして、公式から入手・視聴できない状態となっている。

### シングル
| 発売日                       | タイトル                               |
| ---------------------------- | -------------------------------------- |
| 2019年（ライブ会場限定販売） | In This Blanket -KEYNOTE TOUR EDITION- |
| 2019年7月12日                | In This Blanket                        |
| 2019年12月25日               | Torch                                  |
| 2020年3月21日                | Love                                   |
| 2020年10月16日               | あなたへ                               |
| 2020年12月4日                | クリスマスの話                         |
| 2025年7月16日                | Happy Song feat.齊藤ジョニー           |

### EP
| 発売日         | タイトル        |
| -------------- | --------------- |
| 2020年8月13日  | 24 Hours        |
| 2022年9月2日   | 1,000 TAKES     |
| 2023年12月8日  | Songs for You   |
| 2024年11月27日 | Songs for You 2 |

### アルバム
| 発売日        | タイトル          | レーベル     |
| ------------- | ----------------- | ------------ |
| 2014年3月5日  | 舞花〜my flower〜 | 自主レーベル |
| 2014年3月5日  | KEI's 8           | gr8!records  |
| 2021年7月7日  | Overtones         | UUUM RECORDS |
| 2024年4月17日 | I Feel You        | Virgin Music |
| 2025年4月30日 | この歌をあなたに  | Virgin Music |

### 参加作品
| 発売日        | タイトル                             | 収録曲                | レーベル                   |
| ------------- | ------------------------------------ | --------------------- | -------------------------- |
| 2016年7月6日  | 恋愛小説と、通過列車と、1gのため息。 | 6. 泣かないのは、もう | Goose house                |
| 2020年5月27日 | ONE PIECE MUUUSIC COVER ALBUM        | 10. Dear friends      | エイベックス・ピクチャーズ |

### タイアップ
| タイトル       | 作品名                                             |
| -------------- | -------------------------------------------------- |
| Torch          | BSフジ『スポーツ道〜技〜』テーマソング             |
| YOU&ME         | ジャパネット35周年記念ソング                       |
| あい(音編に愛) | モビリティーリゾートもてぎ短編映画『ふれる』主題歌 |
| 金色の私       | 『サッポロビール』タイアップソング                 |